# Васильев, Геннадий Андреевич
Генна́дий Андре́евич Васи́льев (укр. Геннадій Андрійович Васильєв; род. 3 октября 1953, Сталино) — генеральный прокурор Украины (2003—2004). Председатель политической партии «Держава» (с 2005). Миллионер.

## Биография
Родился 3 октября 1953 года в Сталино. В 1976 году окончил Харьковский юридический институт. Работал в прокуратуре Донецкой области, в Генеральной прокуратуре Украины.
С 1994 года — народный депутат Украины. Член Комитета Верховной Рады по вопросам законодательного обеспечения правоохранительной деятельности и борьбы с организованною преступностью и коррупцией.
Генеральный прокурор Украины с 18 ноября 2003 по 9 декабря 2004 года.
Кандидат юридических наук (диссертация в области хозяйственного права), государственный советник юстиции. Почетный работник прокуратуры Украины, заслуженный юрист Украины.
В 2008 году его состояние составляло, по оценкам журнала «Фокус» — $575 млн, по данным издания «Корреспондент» — $1,66 млрд.